# Avenue Marceau (Courbevoie)
Pour les articles homonymes, voir Avenue Marceau (homonymie).
L'avenue Marceau est une voie de la commune française de Courbevoie,. Elle suit le tracé de la route départementale 6.

## Situation et accès

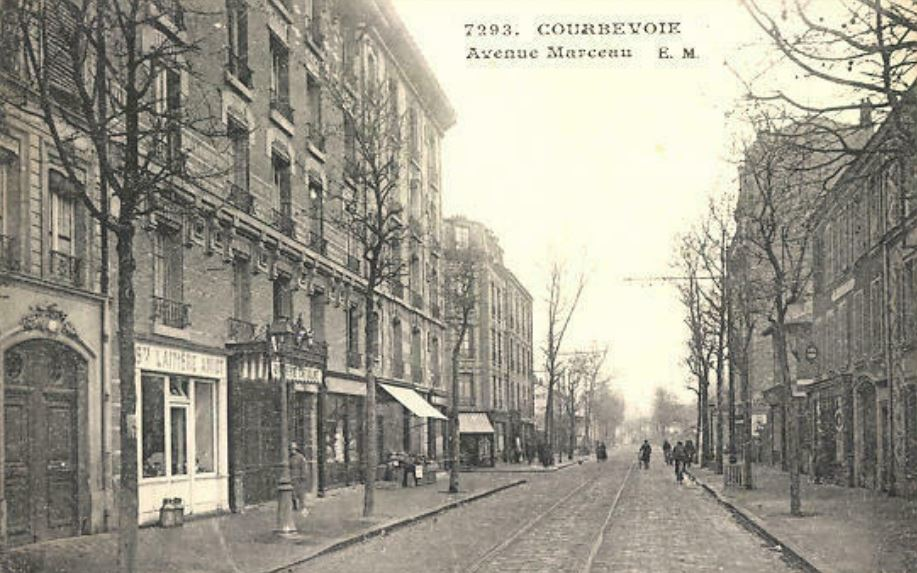
Avenue Marceau.

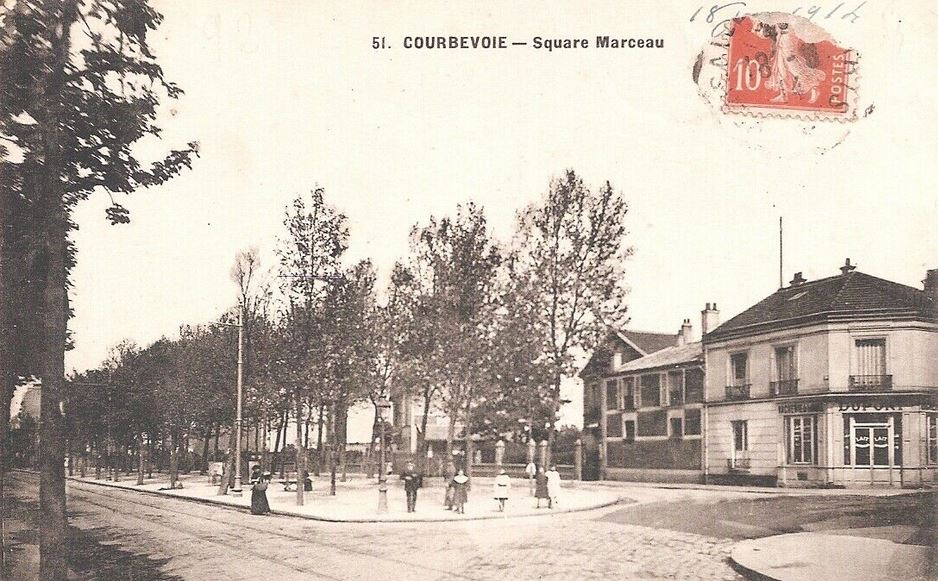
Square Marceau. Carte postale expédiée en août 1914.

Orientée du nord-ouest au sud-est, cette voie prolonge l'avenue de Charleboug au sud de La Garenne-Colombes. Elle commence place Rhin-et-Danube, où aboutit à droite la rue des Fauvelles qui sépare Courbevoie de La Garenne.
Elle longe ensuite la place du 8-Mai-1945, autrefois occupée par le square Marceau et où se tient aujourd'hui le marché Marceau.
Elle traverse le long axe formé par l'avenue de la République à gauche et la rue Gaultier à droite.
Après le débouché de la rue Barbès à gauche, elle se termine place de la gare de Courbevoie, où débouche à gauche la rue Sébastopol. À cet endroit, le pont de la ligne de Paris-Saint-Lazare à Versailles-Rive-Droite, qui franchit la voirie, marque le début de la rue de Bezons.

## Origine du nom
Primitivement appelée rue Haute de Bezons, elle est renommée en l'honneur du général de la Révolution française François Séverin Marceau (1769-1796).

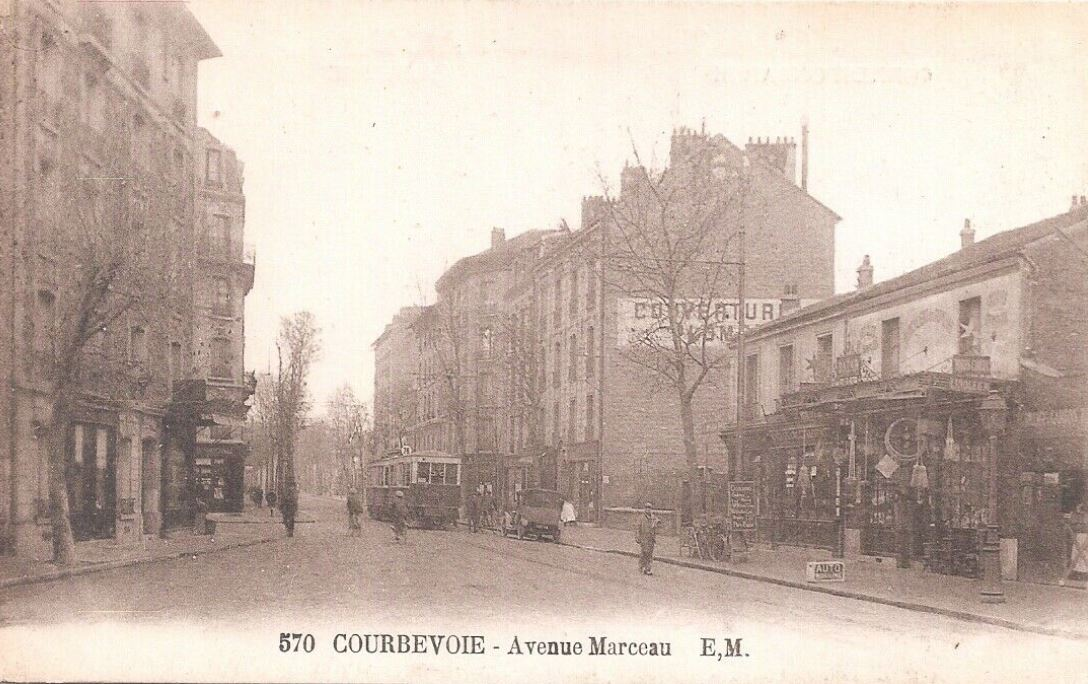
Tramway avenue Marceau.

## Historique

### Évolution
De juillet à novembre 2018, l'avenue est réaménagée afin d'améliorer la circulation : revêtement de sol ; marquage routier ; signalisation ; feux tricolores ; éclairage public.

## Bâtiments remarquables et lieux de mémoire
- No 5 : marché Marceau, jadis occupé par le square Marceau.
- No 18 : hôtel des Voyageurs dit hôtel George-Sand, ancien hôtel de famille abritant un petit musée consacré au romantisme[5].